# 台灣滿族協會
台灣滿族協會（穆麟德轉寫：dulimbai irgen gurun manju siyei hūi；英文：Manchu Association of Taiwan）是位於臺灣的滿族協會。前身為1946年中國北平成立的「北京滿族協會」，1954年在台灣台北市復會為「中華民國滿族協會」，2021年再度於新北市復會為現名。原是受到中華民國政府資助的半官方團體，後改為純民間團體，该会的创会宗旨是“團結族人，激勵後進”。
現會址為新北市新店區中央五街91號二樓，理事長為關紹蘊，秘書長為張華克。

## 歷史

### 前身
1946年中國抗日戰爭結束後不久，溥心畲等人於北京市方家胡同十三號升允故宅成立北京滿族協會，其他發起人还有：鮑靜安、廣祿、庫春熙、富伯平、金光平、穆崇拭、穆家麒、葉民、關和璋、唐君武等百餘人。而後陆续參加登記的会员約十餘萬人，首任溥心畬為會長、唐君武為秘書長。
不久国共内战爆发，两年后国民政府在战争中失利，退守台湾，北京满族协会也随着战乱而瓦解。

### 在台复会
直到1954年，時任总统蒋介石以符合《中华民国宪法》中“汉满蒙回藏”五族共和之精神，建议重建满族协会。同年7月1日，原北京满族协会以“中华民国满族协会”之名在台复会，大家仍公推溥心畬為會長、唐君武為秘書長。參加復會的人員計有：溥心畬、莫德惠、鮑靜安、唐君武、庫春熙、廣祿、富伯平等百余人。

### 再度复会
1963年溥心畬死后，满族协会数年未曾开会而被内政部注销。其后经过11次申请复会，在1980年得到政府批准，并在1981年4月复会，理事长为赵靖黎。解严后，满族协会转为纯民间组织，不再具备官方色彩。:45,46
台湾媒体人敖国珠1999年1月申請加入「中華民國滿族協會」成為會員。至2018年協會漸少開會以及辦理活動。2020年12月台灣滿族人重組滿族協會，2021年3月復會更名為「台灣滿族協會」，理事長為關紹蘊。

## 历任理事长（会长）和秘书长
| 理事长 | 任期                       | 秘书长 | 任期                       |
| ------ | -------------------------- | ------ | -------------------------- |
| 溥心畲 | （1946-1948）（1954-1963） | 唐君武 | （1946-1948）（1954-1964） |
| 趙靖黎 |                            | -      |                            |
| 汪漁洋 |                            |        |                            |
| 粘聰明 |                            | -      |                            |
| 關甲申 |                            |        |                            |
| 敖國珠 | （1999－2017）             |        |                            |
| 關紹蘊 | （2021-）                  | 張華克 | （2021-）                  |

## 外部連結
- 台北滿族網 （页面存档备份，存于）